# Bistade
Et bistade er en menneskeskabt bolig for honningbifamilien. Honningbien er meget tolerant med hensyn til form og indretning, så udformningen tilgodeser i høj grad biavlerens ønsker.
I Danmark er to grundmodeller fremherskende: Trugstadet og opstablingsstadet. Opstablingsstadet, der består af flere ens kasser, der kan stables, er næsten enerådende blandt erhvervsbiavlere; mens trugstadet pga. sit mere tiltalende udseende stadig er populært hos hobbybiavlerne. Trugstadet rummer typisk 18 rammer i nederste etage (truget) og kan udvides med to magasiner med hver otte rammer i 2. etage.
I et bistade tilskyndes bierne til at bygge deres vokstavler i flytbare rammer. Biavleren forsyner rammerne med en vokstavle med den sekskantede form, bierne selv benytter, præget på begge sider. Bierne bygger deres celler ud fra dette prægede mønster. Derved kan biavleren styre, hvor bierne bygger. Gamle vokstavler bliver fjernet og smeltet om for at begrænse sygdomme. Bivoksen bruges til nye vokstavler. Overskud kan bl.a. anvendes til vokslys.
Biavleren kan tilsætte eller fjerne rammer efter bifamiliens størrelse, ligesom han fjerner rammer fyldt med honning. Honningen slynges ud af rammerne i en honningslynge.
Bierne bruger vokstavler dels til opfostring af yngel, dels til oplagring af pollen og honning. Ofte bruger biavleren dronningegitre til at adskille yngelområde og honninglager. Et dronningegitter har spalter, som arbejderbier netop kan passere, men som dronningen ikke kan passere.
Selv om bierne kan klare vinteren i en uisoleret kasse, er bistader normalt isolerede. Derved nedsættes biernes foderforbrug i løbet af vinteren.